# Georg Witschel

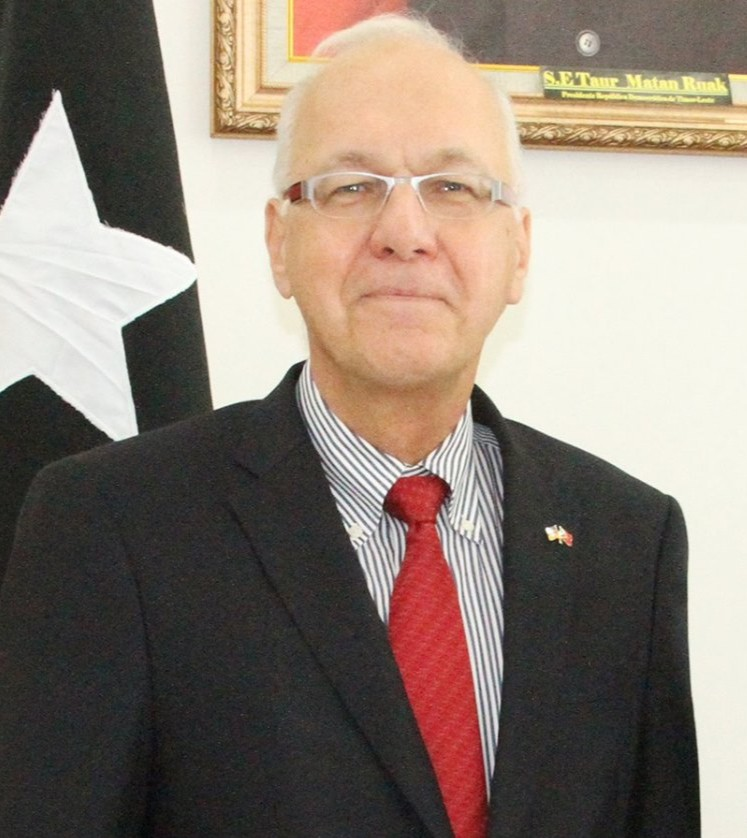
Georg Witschel (2016)

Georg Witschel (* 10. Mai 1954 in Neumünster) ist ein deutscher Diplomat im Ruhestand. Er war von September 2016 bis Juni 2020 deutscher Botschafter in Brasilien.

## Biografie
Nach dem Abitur 1973 in Nürnberg und der Ableistung seines Grundwehrdienstes bei der Bundeswehr studierte er zwischen 1975 und 1982 Rechtswissenschaften an der Friedrich-Alexander-Universität Erlangen-Nürnberg und legte dort sein Erstes sowie Zweites Juristisches Staatsexamen ab. Nach seiner Teilnahme an mehreren Internationalen Kursen erfolgte dort auch seine Promotion zum Dr. iur. mit einer Dissertation im Völkerrecht.
1983 trat er in den Diplomatischen Dienst ein und fand nach Ableistung seiner Attachéausbildung 1985 Verwendung als Referent in der Abteilung für Außenpolitik des Bundeskanzleramtes in Bonn sowie von 1986 bis 1989 als Referent im Referat für Völkerrecht im Auswärtigen Amt. Danach war er als Botschaftsrat Politischer Referent an der Botschaft in Israel sowie von 1992 bis 1995 Ständiger Vertreter des Botschafters und Leiter der Wirtschaftsabteilung an der Botschaft in Slowenien.
Nach seiner Rückkehr nach Deutschland war er Stellvertretender Leiter des Personalreferats für den höheren Dienst in der Zentrale des Bundesaußenministeriums sowie im Anschluss von 1998 bis 2001 Stellvertretender Leiter der Politischen Abteilung und Rechtsberater der Ständigen Vertretung bei den Vereinten Nationen in New York City.
2001 kehrte er erneut nach Deutschland zurück und Referatsleiter für Grundsatzfragen der Vereinten Nationen, Sicherheitsrat der Vereinten Nationen sowie friedenserhaltende und -schaffende Maßnahmen (Referat GF 01) des Auswärtigen Amtes. Anschließend war er zwischen 2002 und 2006 Beauftragter der Bundesregierung für Internationale Terrorismusbekämpfung und -prävention (GF-T) in der Abteilung des Außenministeriums für Globale Fragen, Vereinte Nationen, Menschenrechte und Humanitäre Hilfe (Abteilung GF).
Zwischen 2006 und 2009 war Witschel Leiter der Rechtsabteilung des Auswärtigen Amtes und als solcher zugleich Berater der Bundesregierung in Fragen des Völkerrechts.
Im August 2009 löste er Matthias Martin Höpfner als Botschafter der Bundesrepublik Deutschland in Kanada ab. 2012 wechselte er nach Jakarta als Botschafter in Indonesien. Als solcher war er auch als Botschafter für Osttimor akkreditiert. Er wechselte im September 2016 nach Brasilia als Botschafter in Brasilien. Auf diesem Posten blieb er bis Juni 2020 und ging danach in den Ruhestand. 
Witschel ist Autor mehrerer Veröffentlichungen zu Fragen von Völkerrecht, Abrüstung, Terrorismusprävention und -bekämpfung sowie zu wirtschaftlichen Fragen.
Georg Witschel ist verheiratet und hat eine Tochter.